# Seznam slovenských hráčů v NHL v sezóně 2010/2011
- Stanley Cup v této sezóně získal Zdeno Chára s týmem Boston Bruins.

| Tým                 | Věk | Hráč              | Post | Počet zápasů ZČ | Branky ZČ | Asistence ZČ | Body ZČ | Počet zápasů v play off | Branky v play off | Asistence v play off | Body v play off |
| ------------------- | --- | ----------------- | ---- | --------------- | --------- | ------------ | ------- | ----------------------- | ----------------- | -------------------- | --------------- |
| Anaheim Ducks       | 34  | Ľubomír Višňovský | D    | 81              | 18        | 50           | 68      | 6                       | 0                 | 3                    | 3               |
| Chicago Blackhawks  | 31  | Marián Hossa      | F    | 65              | 25        | 32           | 57      | 7                       | 2                 | 4                    | 6               |
| New York Rangers    | 28  | Marián Gáborík    | F    | 62              | 22        | 26           | 48      | 5                       | 1                 | 1                    | 2               |
| Boston Bruins       | 33  | Zdeno Chára       | D    | 81              | 14        | 30           | 44      | 24                      | 2                 | 7                    | 9               |
| Chicago Blackhawks  | 28  | Tomáš Kopecký     | F    | 81              | 15        | 27           | 42      | 1                       | 0                 | 0                    | 0               |
| Philadelphia Flyers | 25  | Andrej Meszároš   | D    | 81              | 8         | 24           | 32      | 11                      | 2                 | 4                    | 6               |
| Los Angeles Kings   | 33  | Michal Handzuš    | F    | 82              | 12        | 18           | 30      | 6                       | 1                 | 1                    | 2               |
| Buffalo Sabres      | 24  | Andrej Sekera     | D    | 76              | 3         | 26           | 29      | 2                       | 1                 | 0                    | 1               |
| New York Islanders  | 27  | Milan Jurčina     | D    | 46              | 4         | 13           | 17      | Ne                      |                   |                      |                 |
| Ottawa Senators     | 28  | Marek Svatoš      | F    | 28              | 4         | 4            | 8       | Ne                      |                   |                      |                 |
| Detroit Red Wings   | 20  | Tomáš Tatar       | F    | 9               | 1         | 0            | 1       | Ne                      |                   |                      |                 |
| Vancouver Canucks   | 23  | Mário Bližňák     | F    | 4               | 1         | 0            | 1       | Ne                      |                   |                      |                 |
| Colorado Avalanche  | 28  | Peter Budaj       | G    | 45              | 0         | 1            | 1       | Ne                      |                   |                      |                 |
| St. Louis Blues     | 25  | Jaroslav Halák    | G    | 57              | 0         | 0            | 0       | Ne                      |                   |                      |                 |

- F = Útočník
- D = Obránce
- G = Brankář